# Andrea Borso
Andrea Borso (Bassano del Grappa, 29 december 1994) is een Italiaans voormalig wielrenner die in 2017 zijn carrière afsloot Adria Mobil.

## Carrière
Als junior werd Borso in 2012, negen seconden achter Umberto Orsini, tweede in het nationale kampioenschap op de weg.
In 2016 nam Borso deel aan de Ronde van de Aostavallei, waar hij met zijn ploeg vijfde werd in de openingsploegentijdrit en op plek 63 in het algemeen klassement zou eindigen. Voor het daaropvolgende seizoen tekende hij een contract bij Adria Mobil. In februari 2017 werd hij zesde in de door Andrea Toniatti gewonnen GP Laguna Poreč. Later dat jaar werd hij onder meer zevende in het bergklassement van de Ronde van Małopolska en elfde in dat van de Sibiu Cycling Tour. Aan het eind van het seizoen beëindigde hij zijn carrière.

## Ploegen
- 2017 –  Adria Mobil

Borso · Božič · Gazvoda · Golčer · Grošelj · Horvat · Katrašnik · Per · Rajović · Rogina